# Melanie Griffith
Melanie Griffith (New York, 9 augustus 1957) is een Amerikaanse filmactrice.
Melanie is de dochter van de actrice Tippi Hedren en Peter Griffith. Reeds op jeugdige leeftijd werd ze actrice: in 1969 figureerde ze al in een film. Toch werd ze pas bekend in 1975 met haar optreden in de film Night Moves. Ze acteert nog altijd en staat bekend om haar vele bezoekjes aan de plastisch chirurg. Ze is de moeder van actrice Dakota Johnson.
Ze is vier keer getrouwd (geweest):
- Begin jaren zeventig was ze kort getrouwd met acteur Don Johnson.
- Van 1981 tot 1987 was ze getrouwd met acteur Steven Bauer. Ze kregen in 1985 een zoon.
- In 1989 trouwde ze weer met Don Johnson. Datzelfde jaar kregen ze hun dochter Dakota Johnson. In 1996 scheidde ze opnieuw van hem.
- Drie maanden later trouwde ze met acteur Antonio Banderas. Ze hebben een kind, Stella genaamd. In 2014 scheidden Banderas en Griffith na 18 jaar huwelijk.

## Filmografie
- Smith! (1969)
- The Harrad Experiment (1973)
- Night Moves (1975)
- The Drowning Pool (1975)
- Smile (1975)
- Joyride (1977)
- Gan, Ha- ("The Garden") (1977)
- One On One (1977)
- Underground Aces (1981)
- Roar (1981)
- Fear City (1984)
- Body Double (1984)
- Something Wild (1986)
- Cherry 2000 (1987)
- The Milagro Beanfield War (1988)
- Stormy Monday (1988)
- Working Girl (1988)
- In the Spirit (1990)
- Pacific Heights (1990)
- The Bonfire of the Vanities (1990)
- Paradise (1991)
- Shining Through (1992)
- A Stranger Among Us (1992)
- Born Yesterday (1993)
- Milk Money (1994)
- Nobody's Fool (1994)
- Now and Then (1995)
- Strange Luck (1995)
- Two Much (1995)
- Mulholland Falls (1996)
- Lolita (1997)
- Another Day in Paradise (1997)
- Shadow of Doubt (1998)
- Celebrity (1998)
- Junket Whore (1998) (documentaire)
- Crazy in Alabama (1999)
- The Book That Wrote Itself (1999) (cameo)
- Light Keeps Me Company (2000) (documentaire)
- Cecil B. Demented (2000)
- Forever Lulu (2000)
- Tart (2001)
- Searching for Debra Winger (2002) (documentaire)
- Stuart Little 2 (2002) (stem)
- The Night We Called It a Day (2003)
- Shade (2003)
- Tempo (2003)
- Heartless (2005)
- Autómata (2014)
- The Disaster Artist (2017)
- The High Note (2020)

- Bibsys: 90956904
- Biblioteca Nacional de España: XX1167630
- Bibliothèque nationale de France: cb13931939h (data)
- Catàleg d'autoritats de noms i títols de Catalunya: 981058509084806706
- CiNii: DA10096458
- Gemeinsame Normdatei: 122510135
- International Standard Name Identifier: 0000 0001 1438 8614
- Library of Congress Control Number: n91099902
- Nationale Bibliotheek van Letland: 000272751
- MusicBrainz: 9c0409b9-c900-4644-a8e9-235b4c4de27d
- Nationale Bibliotheek van Tsjechië: xx0020568
- Nationale bibliotheek van Australië: 35988488
- Nationale Bibliotheek van Israël: 987007452258805171
- Nationale Bibliotheek van Polen: a0000001706781
- Nederlandse Thesaurus van Auteursnamen: 074661140
- SNAC: w6cf9wg5
- Système universitaire de documentation: 059062770
- Trove: 1174805
- Virtual International Authority File: 17410962
- WorldCat: E39PBJdmpFxCbFmpPQvCKcM3wC